# Marian Lisowiecki
Marian Wacław Lisowiecki h. Lis (ur. 1867, zm. 10 stycznia 1938 w Chłopicach) – ziemianin, działacz i przedsiębiorca gospodarczy.

## Życiorys
Absolwent III Gimnazjum im. Króla Jana III Sobieskiego w Krakowie (1884). Ukończył prawo na Uniwersytecie Jagiellońskim (dr praw). Ziemianin, właściciel dóbr Chłopice w pow. jarosławskim i Niegłowice w pow. jasielskim (sprzedane w 1919). Należące do niego dobra stały na bardzo wysokim poziomie rolnym, prowadził w nich także mleczarnię dworską i założył hodowlę zarodową bydła krwi pełnej i półkrwi oldenburskiej. Ponadto w dobrach działały cegielnia, kopalnia torfu, stawy rybne. Na miejscu starego dworu wybudował końcem lat 30. XX wieku murowany budynek w Chłopicach. Detaksator Galicyjskiego Towarzystwa Kredytowego Ziemskiego w Jarosławiu, wiceprezes Zarządu Powiatowego w Jarosławiu Towarzystwa Kółek Rolniczych. Prezes Galicyjskiej Spółki Zbytu Bydła i Trzody Chlewnej. Członek i działacz Galicyjskiego Towarzystwa Gospodarskiego, członek jego Komitetu (18 czerwca 1903 – 13 czerwca 1912), jego wiceprezes (13 czerwca 1912 – 20 czerwca 1914). Od 1913 prezes Rady Powiatowej w Jarosławiu. Po wybuchu I wojny światowej przebywa wraz z rodziną od września 1914 w Wiedniu. Od 1917 pracuje w Komisji do Obrotu Bydłem i Mięsem przy Centrali Gospodarczej Odbudowy Galicji.
W okresie międzywojennym członek rad nadzorczych Spółki Akcyjnej „Nafta” we Lwowie,  Polskiego Towarzystwa Handlowego Sp. Akc. w Krakowie, Sp. Akc. Hodowli Nasion Selekcyjnych „Granum” w Warszawie i Akcyjnego Banku Hipotecznego we Lwowie. Jest także prezesem filii w Jaśle Banku Rolnego ze Lwowa, od 1926 prezes Banku Rolnego w Jarosławiu. Był także prezesem powiatowego Związku Ziemian w Jarosławiu.
Pochowany został w Chłopicach 13 stycznia 1938.

## Rodzina
Urodzony w rodzinie ziemiańskiej, syn Antoniego Lisowieckiego h. Lis (ur. 1840) i Heleny z Zubrzyckich (1850–1906). W 1893 ożenił się z Marią Rozalią Klotyldą z Bołoz-Antoniewiczów (1872–1948).

## Ordery i odznaczenia
- Złoty Krzyż Zasługi (10 listopada 1933)[7]